# 云飞路站 (武汉市)
云飞路站位于中华人民共和国湖北省武汉市江汉区，是武汉地铁3号线的地铁车站，建設時稱“王家墩北站”。

## 车站结构

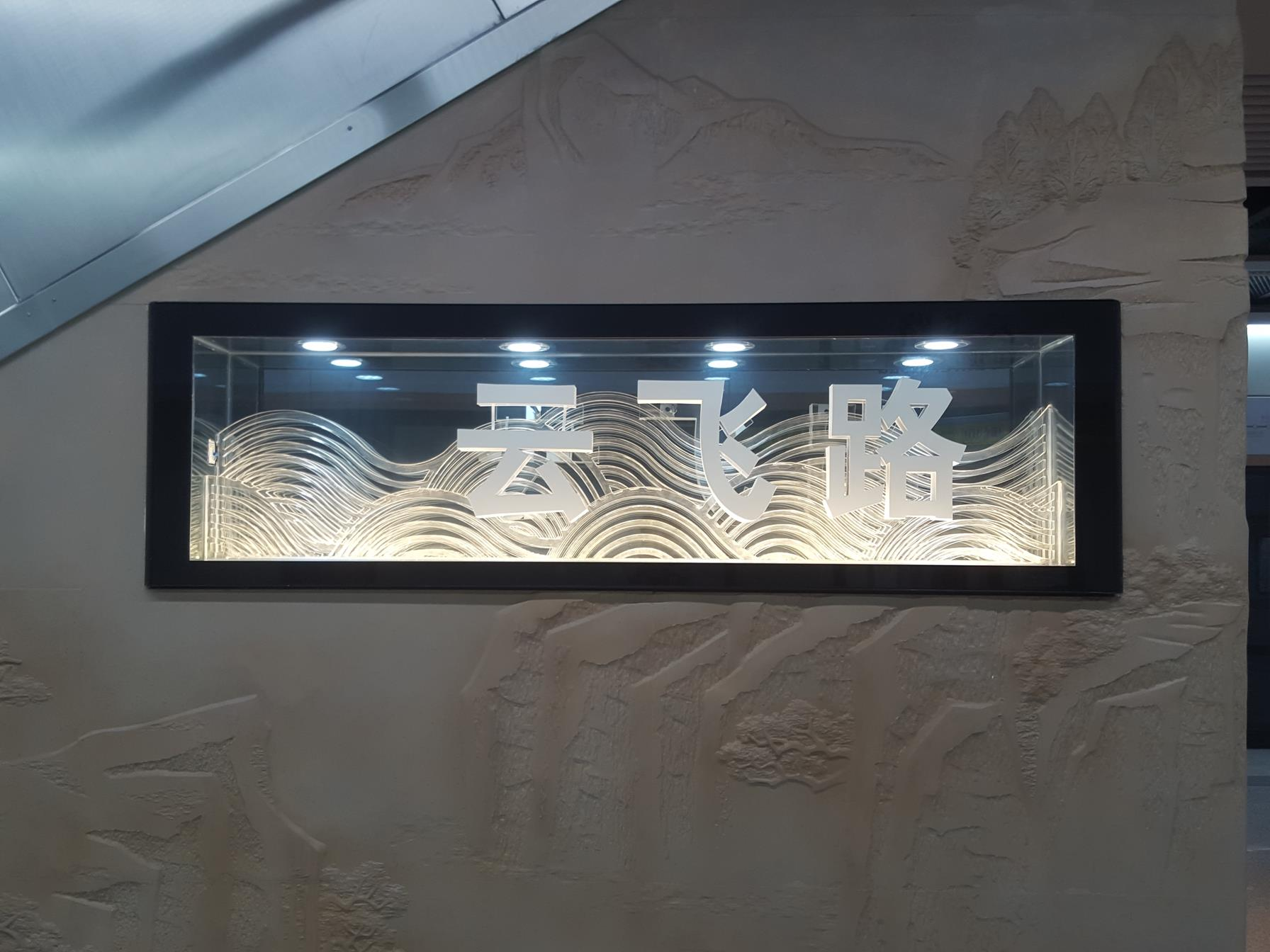
立體站名

该站位于王家墩商务区内，云飞路与云霞路交叉路口处。车站总长182m，为地下两层岛式结构，共设4个出入口和2组风亭。

### 楼层分布
| 地面     | 地面               | 出入口                               |  |  |
| 地下一层 | 站厅               | 售票机、客服中心、武漢通充值、洗手間 |  |  |
| 地下二层 |                    | █ 3号线 往沌阳大道（武汉商务区）     |  |  |
|          | 岛式站台，左侧开门 |                                      |  |  |
|          |                    | █ 3号线 往宏图大道（范湖）           |  |  |

### 車站出口
|                                                 |                                     |                                                                         |
| 出口編號                                        | 設施                                | 建議前往的目的地                                                        |
| A                                               |                                     | 雲飛路 清江路、王家墩公園、泛海國際居住區櫻海園、武漢漢口泛海喜來登酒店 |
| B                                               |                                     | 雲飛路 雲霞路、泛海國際居住區櫻海園                                     |
| C                                               | 雲霞路 清江路、雲彩路、泛海城市廣場 |                                                                         |
| D                                               |                                     | 雲飛路 後襄河公園、華中大廈、居然之家                                   |
| E                                               |                                     | 雲飛路 航天花園、復興村小區                                             |
| 注： 設有升降機 \| 設有輪椅升降台 \| 設有洗手間 |                                     |                                                                         |

## 邻近地区
常青路武商量贩店、航天花园、泛海国际居住区和泛海城市广场。

### 内部链接
- 武汉地铁车站列表